# 桑田時一郎
桑田 時一郎（くわた ときいちろう、1894年3月12日 - 1991年7月5日）は、日本の経営者。兵庫県姫路市出身。

## 経歴
1918年に東京帝国大学理学部応用化学科を卒業し、同年に旭硝子に入社。1940年5月に日本化成工業(のちの三菱化成)に転じ、1943年9月に取締役に就任し、1946年12月に常務を経て、1950年6月には社長に就任。1958年3月にから1959年9月に会長を務めた。
1964年4月には科学技術学園理事長に就任。
1961年に藍綬褒章を受章し、1965年に勲二等瑞宝章を受章。
1991年7月5日肺炎のために死去。97歳没。